# Ancelle della Madre del Buon Pastore
Le ancelle della Madre del Buon Pastore (in polacco Zgromadzenie Służebnic Matki Dobrego Pasterza) sono un istituto religioso femminile di diritto pontificio.

## Storia
La congregazione deriva da quella delle figlie di Maria Immacolata, fondata nel 1891 da Onorato da Biała: nel 1898 Ludovica Moriconi, superiora generale dell'istituto, ottenne dal fondatore di dare inizio a una congregazione indipendente, interamente dedicata alla riabilitazione delle donne traviate.
L'istituto fu aggregato all'Ordine dei frati minori cappuccini il 7 febbraio 1925.

## Attività e diffusione
Le suore della congregazione si dedicano all'educazione e all'assistenza all'infanzia e alla gioventù.
Oltre che in Polonia, la congregazione conta case in Repubblica Centrafricana; la sede generalizia è a Piaseczno.
Alla fine del 2008 la congregazione contava 118 religiose in 15 case.